# Gerd-Günther Grau
Gerd-Günther Grau (* 15. Februar 1921 in Hamburg; † 23. Dezember 2016 in Großhansdorf bei Hamburg) war ein deutscher Philosoph und Chemiker.

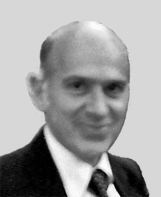
Gerd-Günther Grau (1983)

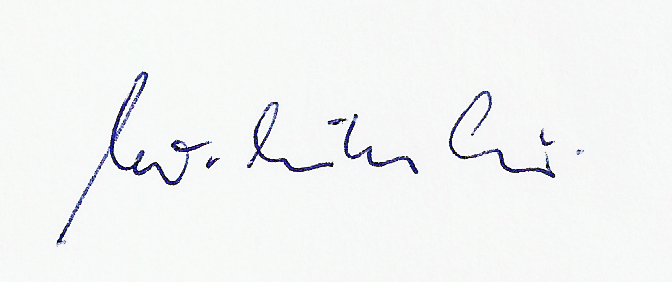
Gerd-Günther Grau. Signatur 1993

## Leben und Werk
Gerd-Günther Grau war Sohn einer Mutter jüdischer Abstammung. Sein Vater war Verwaltungsjurist. Nach dem Abitur 1939 wurde Grau zum Dienst in der Wehrmacht verpflichtet. Schon am Ende des Jahres kam seine Entlassung wegen „halbjüdischer Abstammung“, die man inzwischen herausgefunden hatte. Im Wintersemester 1940/41 begann Grau an der Universität Hamburg ein Studium der Chemie. Zwar interessierte ihn Chemie eher mäßig, doch erhielt er nur für ein naturwissenschaftliches Fach die Zulassung. Seine Liebe galt der Musik. Ende 1944 bekam Grau einen Gestellungsbefehl zu einem Lager für jüdische „Mischlinge“ bei Jena. Dort wurde er am 14. April 1945 von den Amerikanern befreit.
Nach dem Krieg setzte Gerd-Günther Grau sein Studium an der Universität Heidelberg fort und promovierte im Frühjahr 1949 im Fach Physikalische Chemie mit einer Arbeit über den „Energieaustausch mehratomiger Gase an festen Oberflächen“. Nebenfächer waren Physik und Philosophie. Er bekam in Heidelberg eine Assistentenstelle und wurde Wissenschaftlicher Rat am Physikalisch-Chemischen Institut. Von 1955 bis 1971 war Grau Mitarbeiter des „Landolt-Börnstein-Tabellenwerkes“.
Neben seiner naturwissenschaftlichen Tätigkeit folgte Grau seinem Hauptinteresse durch ein autodidaktisches Studium der Philosophie. Abends besuchte er in der Wohnung von Karl Jaspers ein Kant-Seminar. Rudolf Bultmann begegnete er In Marburg. In Heidelberg freundete er sich mit Eugen Biser an. Dort lernte er auch Karl Löwith und Hans-Georg Gadamer kennen. Die „Hiob-Situation des religiösen Denkens“ beschäftigte ihn besonders. Glaubensfragen haben ihn zeitlebens bewegt. 1958 legte Grau eine religionsphilosophische Studie über Friedrich Nietzsche mit dem Titel „Christlicher Glaube und intellektuelle Redlichkeit“ vor. Im Jahr 1963 folgte ein Buch über Sören Kierkegaard.
Nach Erscheinen dieser beiden Studien, wurde Grau 1964 an der Universität Heidelberg zum Honorarprofessor für Philosophie ernannt – zu seiner Überraschung, hatte er doch nie eine Prüfung in Philosophie abgelegt. 1967 folgte er einem Ruf auf eine ordentliche Professur für Philosophie an der Technischen Universität in Hannover. Dort war Grau Direktor des Philosophischen Seminars und lehrte Religionsphilosophie, Geschichte der Philosophie und Ethik. Es entstanden weitere Publikationen, vor allem sein Hauptwerk „Ideologie und Wille zur Macht. Zeitgemäße Betrachtungen über Nietzsche“. Nach seiner Emeritierung (1989) setzte er in Hamburg mit kleineren Studien zu Kant, Nietzsche, Kierkegaard, Heinrich Heine und Wilhelm Busch seine existentiell-religionsphilosophischen Forschungen fort.
Ab 1970 war Grau mehrere Jahre Geschäftsführer des Engeren Kreises der Allgemeinen Gesellschaft für Philosophie in Deutschland. Von 1976 bis 1984 hatte er die Schriftleitung der Allgemeinen Zeitschrift für Philosophie inne.
Am 23. Dezember 2016 ist Gerd-Günther Grau im Alter von 95 Jahren in Großhansdorf bei Hamburg verstorben.

## Veröffentlichungen
- Christlicher Glaube und intellektuelle Redlichkeit. Eine religionsphilosophische Studie über Nietzsche. Schulte-Bulmke, Frankfurt a. M. 1958
- Die Selbstauflösung des christlichen Glaubens. Eine religionsphilosophische Studie über Kierkegaard. Schulte-Bulmke, Frankfurt a. M. 1963
- Hrsg.: Probleme der Ethik – zur Diskussion gestellt auf der Wissenschaftlichen Tagung 1971 des Engeren Kreises der Allgemeinen Gesellschaft für Philosophie in Deutschland e. V. Beiträge von Iring Fetscher, Otto Pöggeler, Karl-Heinz Iltung. Karl Alber, Freiburg / München 1972. ISBN 978-3-495-47258-3
- Ideologie und Wille zur Macht. Zeitgemässe Betrachtungen über Nietzsche. de Gruyter, Berlin / New York 1984. ISBN 978-3-11-009998-0
- Kritik des absoluten Anspruchs. Nietzsche – Kierkegaard – Kant. Königshausen und Neumann, Würzburg 1993. ISBN 978-3-88479-818-8
- Vernunft, Wahrheit, Glaube. Neue Studien zu Nietzsche und Kierkegaard, Königshausen und Neumann, Würzburg 1997. ISBN 978-3-8260-1343-0
- Zwei Glaubensstreiter – Kierkegaard und Nietzsche. Katholische Akademie, Hamburg 2000. ISBN 978-3-928750-58-5
- Die „Selbstaufhebung aller grossen Dinge“. Philosophieren mit Nietzsche. Königshausen und Neumann, Würzburg 2004. ISBN 978-3-8260-2791-8
- Zur Philosophie des Humors. Wilhelm Busch, Heinrich Heine, Sören Kierkegaard. Bautz, Nordhausen 2012. ISBN 978-3-88309-318-5

## Ehrungen
- Redliches Denken. Festschrift für Gerd-Günther Grau zum 60. Geburtstag. Hrsg. von Friedrich Wilhelm Korff. Frommann-Holzboog, Stuttgart-Bad Cannstatt 1981. ISBN 978-3-7728-0826-5
- Im Sommer 1992 wurde Gerd-Günther Grau von der Fakultät für Geistes- und Sozialwissenschaften der Universität Hannover die Ehrendoktorwürde verliehen.
- Wider den absoluten Anspruch. Gerd-Günther Grau zum 75. Geburtstag. Hrsg. von Friedrich Wilhelm Korff. Königshausen und Neumann, Würzburg 1998. ISBN 978-3-8260-1546-5